# Bob- und Skeleton-Weltmeisterschaften 2013
Die Wettkämpfe der achten gemeinsamen Bob- und Skeletonweltmeisterschaften fanden vom 21. Januar bis zum 5. Februar 2013 in St. Moritz in der Schweiz statt. Wettkampfstätte war der Olympia Bob Run St. Moritz–Celerina, die älteste Bob-Natureisbahn der Welt. Die Bobsportler führten die 59. Bob-Weltmeisterschaft durch und waren nach 1931, 1935, 1937, 1938, 1939, 1947, 1955, 1957, 1959, 1965, 1970, 1974, 1977, 1982, 1987, 1990, 1997, 2001 und 2007 zum 20. Mal auf der traditionsreichen Bahn zu Gast. Die Skeletonsportler trugen ihre 23. Weltmeisterschaft aus und gastierten zum vierten Mal in St. Moritz.
St. Moritz wurde ursprünglich am 9. Juni 2008 durch den in Chianciano Terme abgehaltenen Kongress des Internationalen Bob- und Schlittenverbandes (FIBT) als Austragungsort für die  WM 2012 gewählt. Am 31. Mai 2009 wurde am FIBT-Kongress in Moskau die Bob-Weltmeisterschaft 2013 an Lake Placid vergeben. Die Austragungsorte wurden jedoch im September 2010 ausgetauscht. Der Wechsel erfolgte aus Kostengründen, da am Ende der Saison 2012/13 eine Trainingswoche auf der Olympiastrecke in Sotschi geplant war und aus der Schweiz wesentlich geringere Transportkosten anfiellen.

## Bobsport

### Frauen

#### Zweierbob
| Platz                                   | Land                   | Sportler                                 | 1. Lauf | 2. Lauf | 1. Tag  | 3. Lauf | 4. Lauf | Gesamt               |
| --------------------------------------- | ---------------------- | ---------------------------------------- | ------- | ------- | ------- | ------- | ------- | -------------------- |
| 1                                       | Kanada                 | Kaillie Humphries Chelsea Valois         | 1:08,18 | 1:07,88 | 2:16,06 | 1:07,22 | 1:07,03 | 4:30,31 min          |
| 2                                       | Vereinigte Staaten     | Elana Meyers Katie Eberling              | 1:08,30 | 1:07,94 | 2:16,24 | 1:07,59 | 1:07,16 | 4:30,99 min + 0,68 s |
| 3                                       | Deutschland            | Sandra Kiriasis Franziska Bertels        | 1:08,42 | 1:08,24 | 2:16,66 | 1:07,13 | 1:07,22 | 4:31,01 min + 0,70 s |
| 4                                       | Deutschland            | Cathleen Martini Stephanie Schneider     | 1:08,39 | 1:08,00 | 2:16,39 | 1:07,46 | 1:07,23 | 4:31,08 min + 0,77 s |
| 5                                       | Deutschland            | Anja Schneiderheinze Lisette Thöne       | 1:08,37 | 1:07,81 | 2:16,18 | 1:07,88 | 1:07,04 | 4:31,10 min + 0,79 s |
| 6                                       | Niederlande            | Esmé Kamphuis Judith Vis                 | 1:08,45 | 1:08,35 | 2:16,80 | 1:07,28 | 1:07,08 | 4:31,16 min + 0,85 s |
| 7                                       | Deutschland            | Miriam Wagner Franziska Fritz            | 1:08,73 | 1:08,42 | 2:17,15 | 1:07,88 | 1:07,59 | 4:32,62 min + 2,31 s |
| 8                                       | Vereinigte Staaten     | Jazmine Fenlator Aja Evans               | 1:08,84 | 1:08,30 | 2:17,14 | 1:08,19 | 1:07,32 | 4:32,65 min + 2,34 s |
| 9                                       | Schweiz                | Fabienne Meyer Elisabeth Graf            | 1:08,78 | 1:08,72 | 2:17,50 | 1:07,77 | 1:07,53 | 4:32,80 min + 2,49 s |
| 10                                      | Schweiz                | Caroline Spahni Ariane Walser            | 1:08,75 | 1:08,33 | 2:17,08 | 1:08,04 | 1:07,79 | 4:32,91 min + 2,60 s |
| 11                                      | Russland               | Anastassija Tambowzewa Ljudmila Udobkina | 1:09,05 | 1:08,88 | 2:17,93 | 1:07,78 | 1:07,44 | 4:33,15 min + 2,84 s |
| 12                                      | Russland               | Olga Stulnewa Margarita Ismailowa        | 1:09,17 | 1:09,16 | 2:18,33 | 1:07,72 | 1:07,64 | 4:33,69 min + 3,38 s |
| 13                                      | Österreich             | Christina Hengster Inga Versen           | 1:08,98 | 1:09,20 | 2:18,18 | 1:07,84 | 1:07,76 | 4:33,78 min + 3,47 s |
| 14                                      | Vereinigtes Königreich | Paula Walker Gillian Cooke               | 1:09,02 | 1:08,82 | 2:17,84 | 1:08,26 | 1:08,00 | 4:34,10 min + 3,79 s |
| 15                                      | Vereinigte Staaten     | Jamie Greubel Emily Azevedo              | 1:09,03 | 1:08,86 | 2:17,89 | 1:08,20 | 1:08,06 | 4:34,15 min + 3,84 s |
| 16                                      | Australien             | Astrid Radjenovic Jana Pittman           | 1:09,37 | 1:09,32 | 2:18,69 | 1:07,78 | 1:07,84 | 4:34,31 min + 4,00 s |
| 17                                      | Vereinigtes Königreich | Victoria Olaoye Kelly Denyer             | 1:09,43 | 1:09,43 | 2:18,86 | 1:07,90 | 1:08,05 | 4:34,81 min + 4,50 s |
| 18                                      | Kanada                 | Jennifer Ciochetti Kate O’Brien          | 1:09,39 | 1:09,34 | 2:18,73 | 1:08,21 | 1:08,20 | 4:35,14 min + 4,83 s |
| 19                                      | Belgien                | Elfje Willemsen Hanna Emilie Mariën      | 1:09,35 | 1:09,14 | 2:18,49 | 1:08,51 | 1:08,15 | 4:35,15 min + 4,84 s |
| 20                                      | Vereinigtes Königreich | Mica McNeill Nikki McSweeney             | 1:10,12 | 1:09,80 | 2:19,92 | 1:08,96 | 1:08,64 | 4:37,52 min + 7,21 s |
| Für den vierten Lauf nicht qualifiziert |                        |                                          |         |         |         |         |         |                      |
| 21                                      | Rumänien               | Maria Adela Constantin Andreea Grecu     | 1:10,10 | 1:10,28 | 2:20,38 | 1:10,05 | −       | 3:30,43 min          |
| 22                                      | Rumänien               | Oana Diaconu Cristine Spătaru            | 1:10,38 | 1:10,55 | 2:20,93 | 1:09,56 | −       | 3:30,49 min          |

Datum: 25./26. Januar 2013

### Männer

#### Zweierbob
| Platz                                   | Land                   | Sportler                                | 1. Lauf | 2. Lauf | 1. Tag  | 3. Lauf | 4. Lauf | Gesamt               |
| --------------------------------------- | ---------------------- | --------------------------------------- | ------- | ------- | ------- | ------- | ------- | -------------------- |
| 1                                       | Deutschland            | Francesco Friedrich Jannis Bäcker       | 1:05,59 | 1:05,51 | 2:11,10 | 1:06,34 | 1:05,34 | 4:22,78 min          |
| 2                                       | Schweiz                | Beat Hefti Thomas Lamparter             | 1:05,79 | 1:05,66 | 2:11,45 | 1:06,32 | 1:05,57 | 4:23,34 min + 0,56 s |
| 3                                       | Deutschland            | Thomas Florschütz Andreas Bredau1       | 1:06,17 | 1:05,86 | 2:12,03 | 1:06,34 | 1:05,60 | 4:23,97 min + 1,19 s |
| 4                                       | Vereinigte Staaten     | Steven Holcomb Steven Langton           | 1:06,06 | 1:05,81 | 2:11,87 | 1:06,48 | 1:05,70 | 4:24,05 min + 1,27 s |
| 5                                       | Lettland               | Oskars Melbārdis Daumants Dreiškens     | 1:06,15 | 1:06,08 | 2:12,23 | 1:06,36 | 1:05,66 | 4:24,25 min + 1,47 s |
| 6                                       | Kanada                 | Chris Spring Lascelles Brown            | 1:06,13 | 1:05,83 | 2:11,96 | 1:06,53 | 1:05,84 | 4:24,33 min + 1,55 s |
| 7                                       | Russland               | Alexander Subkow Dmitri Trunenkow       | 1:06,06 | 1:05,84 | 2:11,90 | 1:06,54 | 1:05,92 | 4:24,36 min + 1,58 s |
| 8                                       | Kanada                 | Lyndon Rush Jesse Lumsden               | 1:06,33 | 1:06,07 | 2:12,40 | 1:06,18 | 1:05,85 | 4:24,43 min + 1,65 s |
| 9                                       | Vereinigte Staaten     | Cory Butner Christopher Fogt            | 1:06,22 | 1:05,97 | 2:12,19 | 1:06,76 | 1:05,86 | 4:24,81 min + 2,03 s |
| 10                                      | Deutschland            | Maximilian Arndt Marko Hübenbecker      | 1:06,23 | 1:05,99 | 2:12,22 | 1:06,75 | 1:06,07 | 4:25,04 min + 2,26 s |
| 11                                      | Schweiz                | Rico Peter Simon Friedli                | 1:06,41 | 1:06,16 | 2:12,57 | 1:06,57 | 1:06,00 | 4:25,14 min + 2,36 s |
| 12                                      | Kanada                 | Justin Kripps Neville Wright            | 1:06,37 | 1:06,12 | 2:12,49 | 1:06,80 | 1:06,33 | 4:25,62 min + 2,84 s |
| 13                                      | Vereinigte Staaten     | Nick Cunningham Dallas Robinson         | 1:06,44 | 1:06,10 | 2:12,54 | 1:06,82 | 1:06,38 | 4:25,74 min + 2,96 s |
| 13                                      | Niederlande            | Edwin van Calker Sybren Jansma          | 1:06,52 | 1:06,01 | 2:12,53 | 1:06,70 | 1:06,51 | 4:25,74 min + 2,96 s |
| 15                                      | Italien                | Simone Bertazzo Francesco Costa         | 1:06,55 | 1:06,51 | 2:13,06 | 1:06,76 | 1:06,58 | 4:26,40 min + 3,62 s |
| 16                                      | Tschechien             | Jan Vrba Jan Stokláska                  | 1:06,75 | 1:06,86 | 2:13,61 | 1:06,84 | 1:06,65 | 4:27,10 min + 4,32 s |
| 17                                      | Frankreich             | Loïc Costerg Romain Heinrich            | 1:06,70 | 1:06,45 | 2:13,15 | 1:07,16 | 1:06,83 | 4:27,14 min + 4,36 s |
| 18                                      | Lettland               | Oskars Ķibermanis Raivis Zīrups         | 1:06,88 | 1:06,66 | 2:13,54 | 1:07,03 | 1:07,03 | 4:27,60 min + 4,82 s |
| 19                                      | Vereinigtes Königreich | John Jackson Craig Pickering            | 1:07,08 | 1:06,58 | 2:13,66 | 1:07,23 | 1:07,31 | 4:28,20 min + 5,42 s |
| 20                                      | Monaco                 | Patrice Servelle Elly Lefort            | 1:06,91 | 1:06,90 | 2:13,81 | 1:07,48 | 1:07,50 | 4:28,79 min + 6,01 s |
| Für den vierten Lauf nicht qualifiziert |                        |                                         |         |         |         |         |         |                      |
| 21                                      | Polen                  | Dawid Kupczyk Marcin Niewiara           | 1:07,26 | 1:06,90 | 2:14,16 | 1:07,18 | −       | 3:21,34 min          |
| 22                                      | Belgien                | Michael Serisé Lino Vandoorne           | 1:07,40 | 1:07,03 | 2:14,43 | 1:07,09 | −       | 3:21,52 min          |
| 23                                      | Rumänien               | Dorin Grigore Florin Crăciun            | 1:07,13 | 1:07,27 | 2:14,40 | 1:07,30 | −       | 3:21,70 min          |
| 24                                      | Vereinigtes Königreich | Lamin Deen Ben Simons                   | 1:07,58 | 1:06,93 | 2:14,51 | 1:07,53 | −       | 3:22,04 min          |
| 25                                      | Australien             | Heath Spence Lucas Mata                 | 1:07,73 | 1:07,10 | 2:14,83 | 1:07,25 | −       | 3:22,08 min          |
| 26                                      | Polen                  | Mateusz Luty Michal Kasperowicz         | 1:07,69 | 1:07,06 | 2:14,75 | 1:07,43 | −       | 3:22,18 min          |
| 27                                      | Serbien                | Vuk Rađenović Damjan Zlatnar            | 1:07,76 | 1:06,82 | 2:14,58 | 1:07,67 | −       | 3:22,25 min          |
| 28                                      | Liechtenstein          | Michael Klingler Bruno Meyerhans        | 1:07,88 | 1:07,09 | 2:14,97 | 1:07,56 | −       | 3:22,53 min          |
| 29                                      | Österreich             | Benjamin Maier Sebastian Heufler        | 1:08,04 | 1:06,96 | 2:15,00 | 1:07,57 | −       | 3:22,57 min          |
| 30                                      | Slowakei               | Milan Jagnešák Vladimir Simik           | 1:07,92 | 1:07,50 | 2:15,42 | 1:07,73 | −       | 3:23,15 min          |
| 31                                      | Südkorea               | Kim Dong-hyun Jun Jung-lin              | 1:08,22 | 1:07,72 | 2:15,94 | 1:07,48 | −       | 3:23,42 min          |
| 32                                      | Panama                 | Eduardo Fonseca Jonathan Romero         | 1:08,47 | 1:07,76 | 2:16,23 | 1:08,47 | −       | 3:24,70 min          |
| 33                                      | Argentinien            | Michele Menardi Paolo Leonardo Biglieri | 1:09,05 | 1:08,10 | 2:17,15 | 1:08,41 | −       | 3:25,56 min          |
| 34                                      | Ukraine                | Olexander Schumakow Andrii Tkatschuk    | 1:08,86 | 1:08,81 | 2:17,67 | 1:08,83 | −       | 3:26,50 min          |
| 35                                      | Kroatien               | Ivan Šola Dražen Silić                  | 1:11,05 | 1:09,92 | 2:20,97 | 1:09,91 | −       | 3:30,88 min          |
|                                         | Russland               | Alexander Kasjanow Maxim Belugin        | 1:06,36 | DSQ     | DSQ     | DSQ     | DSQ     | DSQ                  |
|                                         | Russland               | Alexei Stulnew Alexei Wojewoda          | 1:06,74 | DSQ     | DSQ     | DSQ     | DSQ     | DSQ                  |
|                                         | Südkorea               | Won Yun-jong Suk Young-jin              | 1:08,36 | 1:07,33 | 2:15,69 | DNF     | DNF     | DNF                  |

Datum: 26./27. Januar 2013
1 Anschieber Kevin Kuske verletzte sich im 1. Lauf am Oberschenkel und wurde daraufhin durch Andreas Bredau ersetzt

#### Viererbob
| Platz                                   | Land                   | Sportler                                                                   | 1. Lauf | 2. Lauf | 1. Tag  | 3. Lauf | 4. Lauf | Gesamt               |
| --------------------------------------- | ---------------------- | -------------------------------------------------------------------------- | ------- | ------- | ------- | ------- | ------- | -------------------- |
| 1                                       | Deutschland            | Maximilian Arndt Marko Hübenbecker Alexander Rödiger Martin Putze          | 1:05,21 | 1:05,68 | 2:10,89 | 1:05,05 | 1:04,69 | 4:20.67 min          |
| 2                                       | Russland               | Alexander Subkow Alexei Negodailo Dmitri Trunenkow Maxim Mokroussow        | 1:05,26 | 1:05,58 | 2:10,74 | 1:05,50 | 1:04,80 | 4:21.14 min + 0.47 s |
| 3                                       | Vereinigte Staaten     | Steven Holcomb Justin Olsen Steven Langton Curtis Tomasevicz               | 1:05,55 | 1:05,59 | 2:11,14 | 1:05,47 | 1:04,65 | 4:21.26 min + 0.59 s |
| 4                                       | Schweiz                | Beat Hefti Alex Baumann Thomas Lamparter Jürg Egger                        | 1:05,65 | 1:05,50 | 2:11,15 | 1:05,41 | 1:04,74 | 4:21.30 min + 0.63 s |
| 5                                       | Vereinigtes Königreich | John Jackson Stuart Benson Bruce Tasker Joel Fearon                        | 1:05,84 | 1:05,46 | 2:11,30 | 1:05,26 | 1:04,77 | 4:21.33 min + 0.66 s |
| 6                                       | Schweiz                | Rico Peter Thomas Ruf Patrick Blöchliger Simon Friedli                     | 1:05,68 | 1:05,66 | 2:11,34 | 1:05,21 | 1:04,79 | 4:21.34 min + 0.67 s |
| 7                                       | Deutschland            | Thomas Florschütz Andreas Bredau Ronny Listner Thomas Blaschek             | 1:05,63 | 1:05,66 | 2:11,29 | 1:05,34 | 1:04,78 | 4:21.41 min + 0.74 s |
| 8                                       | Deutschland            | Manuel Machata Jannis Bäcker Jan Speer Christian Poser                     | 1:05,59 | 1:05,69 | 2:11,28 | 1:05,41 | 1:04,99 | 4:21.68 min + 1.01 s |
| 9                                       | Lettland               | Edgars Maskalāns Daumants Dreiškens Arvis Vilkaste Intars Dambis           | 1:05,53 | 1:05,97 | 2:11,50 | 1:05,29 | 1:05,00 | 4:21.79 min + 1.12 s |
| 10                                      | Russland               | Alexander Kasjanow Pjotr Moissejew Maxim Belugin Kirill Antjuch            | 1:05,67 | 1:05,65 | 2:11,32 | 1:05,54 | 1:04,97 | 4:21.83 min + 1.16 s |
| 11                                      | Russland               | Dmitri Abramowitsch Alexei Puschkarjow Dmitri Stjopuschkin Alexei Wojewoda | 1:05,82 | 1:05,69 | 2:11,51 | 1:05,23 | 1:05,15 | 4:21.89 min + 1.22 s |
| 12                                      | Tschechien             | Jan Vrba Dominik Dvorak Jan Stoklaska Michal Vacek                         | 1:05,89 | 1:05,79 | 2:11,68 | 1:05,19 | 1:05,12 | 4:21.99 min + 1.32 s |
| 13                                      | Deutschland            | Francesco Friedrich Axel Christ Gino Gerhardi Thorsten Margis              | 1:05,64 | 1:05,61 | 2:11,25 | 1:05,51 | 1:05,32 | 4:22.08 min + 1.41 s |
| 14                                      | Niederlande            | Edwin van Calker Yannick Greiner Sybren Jansma Jeroen Piek                 | 1:06,11 | 1:05,83 | 2:11,94 | 1:05,14 | 1:05,17 | 4:22.25 min + 1.58 s |
| 15                                      | Kanada                 | Lyndon Rush Jesse Lumsden Lascelles Brown Neville Wright                   | 1:05,69 | 1:06,18 | 2:11,87 | 1:05,44 | 1:05,04 | 4:22.35 min + 1.68 s |
| 16                                      | Lettland               | Oskars Ķibermanis Ugis Zalims Raivis Broks Jānis Strenga                   | 1:05,91 | 1:05,89 | 2:11,80 | 1:05,40 | 1:05,21 | 4:22.41 min + 1.74 s |
| 17                                      | Kanada                 | Chris Spring Jean-Nicolas Carriere Cody Sorensen Samuel Giguere            | 1:06,00 | 1:05,99 | 2:11,99 | 1:05,46 | 1:05,13 | 4:22.58 min + 1.91 s |
| 18                                      | Italien                | Simone Bertazzo Simone Fontana Costantino Ughi Francesco Costa             | 1:06,03 | 1:05,92 | 2:11,95 | 1:05,42 | 1:05,44 | 4:22.81 min + 2.14 s |
| 19                                      | Vereinigte Staaten     | Nick Cunningham Adam Clark Andreas Drbal Christopher Fogt                  | 1:06,20 | 1:06,08 | 2:12,28 | 1:05,42 | 1:05,15 | 4:22.85 min + 2.18 s |
| 20                                      | Polen                  | Dawid Kupczyk Daniel Zalewski Pawel Mroz Marcin Niewiara                   | 1:06,09 | 1:06,23 | 2:12,32 | 1:05,73 | 1:05,85 | 4:23.88 min + 3.21 s |
| Für den vierten Lauf nicht qualifiziert |                        |                                                                            |         |         |         |         |         |                      |
| 21                                      | Kanada                 | Justin Kripps Timothy Randall James Mcnaughton Graeme Rinholm              | 1:06,33 | 1:06,43 | 2:12,76 | 1:05,53 | −       | 3:18.29 min          |
| 22                                      | Österreich             | Jürgen Loacker Matthias Adolf Markus Sammer Martin Lachkovics              | 1:05,89 | 1:06,13 | 2:12,02 | 1:06,35 | −       | 3:18.37 min          |
| 23                                      | Vereinigtes Königreich | Lamin Deen David Coleman Ben Simons Andrew Matthews                        | 1:06,47 | 1:06,65 | 2:13,12 | 1:05,82 | −       | 3:18.94 min          |
| 24                                      | Frankreich             | Loic Costerg Romain Heinrich Florent Ribet Jeremie Boutherin               | 1:06,67 | 1:06,54 | 2:13,21 | 1:05,74 | −       | 3:18.95 min          |
| 25                                      | Slowakei               | Milan Jagnesak Martin Tešovič Vladimir Simik Adam Zavacky                  | 1:06,60 | 1:06,92 | 2:13,52 | 1:05,88 | −       | 3:19.40 min          |
| 26                                      | Rumänien               | Andreas Neagu Marian Iorga Paul Muntean Dănuț Moldovan                     | 1:06,80 | 1:06,56 | 2:13,36 | 1:06,08 | −       | 3:19.44 min          |
| 27                                      | Italien                | Lukas Gschnitzer Danilo Zanarotto Luca Pagin William Frullani              | 1:06,94 | 1:06,60 | 2:13,54 | 1:05,95 | −       | 3:19.49 min          |
| 28                                      | Serbien                | Vuk Radenovic Uros Stegel Nikola Milinkovic Damjan Zlatnar                 | 1:06,68 | 1:06,57 | 2:13,25 | 1:06,30 | −       | 3:19.55 min          |
| 29                                      | Monaco                 | Patrice Servelle Boris Vain Elly Lefort Brisse Niahoua                     | 1:07,09 | 1:06,62 | 2:13,71 | 1:05,87 | −       | 3:19.58 min          |
| 30                                      | Vereinigte Staaten     | Codie Bascue Jesse Beckom Johnny Quinn Nicholas Taylor                     | 1:06,56 | 1:07,03 | 2:13,59 | 1:06,16 | −       | 3:19.75 min          |
| 31                                      | Liechtenstein          | Michael Klingler Bruno Meyerhans Jüregen Berginz Thomas Dürr               | 1:07,17 | 1:06,58 | 2:13,75 | 1:06,05 | −       | 3:19.80 min          |
| 32                                      | Belgien                | Michael Serise Sebastien Trouillez Lino Vandoorne Michael Dezutter         | 1:06,88 | 1:06,97 | 2:13,85 | 1:06,00 | −       | 3:19.85 min          |
| 33                                      | Australien             | Heath Spence Gareth Nichols Ben Lisson Lucas Mata                          | 1:07,27 | 1:07,01 | 2:14,28 | 1:06,70 | −       | 3:20.98 min          |
| 34                                      | Kroatien               | Ivan Šola Drazen Silic Mate Mezulic Marko Padovan                          | 1:07,62 | 1:07,10 | 2:14,72 | 1:06,56 | −       | 3:21.28 min          |

Datum: 2./3. Februar 2013

## Skeletonsport

### Frauen
| Platz                                   | Sportlerin            | Land                   | Lauf 1  | Lauf 2  | 1. Tag  | Lauf 3  | Lauf 4  | Endzeit              |
| --------------------------------------- | --------------------- | ---------------------- | ------- | ------- | ------- | ------- | ------- | -------------------- |
| 01                                      | Shelley Rudman        | Vereinigtes Königreich | 1:09,54 | 1:09,49 | 2:19,03 | 1:09,63 | 1:09,94 | 4:38,60 min          |
| 02                                      | Noelle Pikus-Pace     | Vereinigte Staaten     | 1:09,99 | 1:10,04 | 2:20,03 | 1:09,45 | 1:09,69 | 4:39,17 min + 0,57 s |
| 03                                      | Sarah Reid            | Kanada                 | 1:10,64 | 1:09,86 | 2:20,50 | 1:09,70 | 1:09,81 | 4:40,01 min + 1,41 s |
| 04                                      | Elizabeth Yarnold     | Vereinigtes Königreich | 1:10,15 | 1:10,03 | 2:20,18 | 1:09,92 | 1:10,04 | 4:40,14 min + 1,54 s |
| 05                                      | Mellisa Hollingsworth | Kanada                 | 1:10,33 | 1:10,11 | 2:20,44 | 1:09,94 | 1:09,98 | 4:40,36 min + 1,76 s |
| 06                                      | Michelle Steele       | Australien             | 1:10,37 | 1:10,03 | 2:20,40 | 1:09,92 | 1:10,17 | 4:40,49 min + 1,89 s |
| 07                                      | Katie Uhlaender       | Vereinigte Staaten     | 1:10,32 | 1:10,26 | 2:20,58 | 1:09,93 | 1:10,05 | 4:40,56 min + 1,96 s |
| 08                                      | Marion Thees          | Deutschland            | 1:10,64 | 1:10,50 | 2:21,14 | 1:10,39 | 1:10,46 | 4:41,99 min + 3,39 s |
| 09                                      | Olga Potylizyna       | Russland               | 1:10,75 | 1:10,46 | 2:21,21 | 1:10,51 | 1:10,42 | 4:42,14 min + 3,54 s |
| 10                                      | Katharine Eustace     | Neuseeland             | 1:10,74 | 1:10,29 | 2:21,03 | 1:10,36 | 1:10,78 | 4:42,17 min + 3,57 s |
| 11                                      | Swetlana Wassiljewa   | Russland               | 1:11,08 | 1:10,69 | 2:21,77 | 1:10,37 | 1:10,29 | 4:42,43 min + 3,83 s |
| 12                                      | Cassie Hawrysh        | Kanada                 | 1:10,78 | 1:10,75 | 2:21,53 | 1:10,56 | 1:10,50 | 4:42,59 min + 3,99 s |
| 13                                      | Lucy Chaffer          | Australien             | 1:11,55 | 1:10,73 | 2:22,28 | 1:10,65 | 1:10,47 | 4:43,40 min + 4,80 s |
| 14                                      | Marina Gilardoni      | Schweiz                | 1:11,24 | 1:11,02 | 2:22,26 | 1:10,48 | 1:10,67 | 4:43,41 min + 2,76 s |
| 15                                      | Jelena Nikitina       | Russland               | 1:11,50 | 1:10,67 | 2:22,17 | 1:10,52 | 1:10,81 | 4:43,50 min + 4,90 s |
| 16                                      | Anja Huber            | Deutschland            | 1:12,20 | 1:10,78 | 2:22,98 | 1:10,69 | 1:10,12 | 4:43,79 min + 5,19 s |
| 17                                      | Janine Flock          | Österreich             | 1:11,23 | 1:11,15 | 2:22,38 | 1:10,88 | 1:10,84 | 4:44,10 min + 5,50 s |
| 18                                      | Katharina Heinz       | Deutschland            | 1:11,22 | 1:11,16 | 2:22,38 | 1:10,99 | 1:10,95 | 4:44,32 min + 5,72 s |
| 19                                      | Maria Mazilu          | Rumänien               | 1:11,89 | 1:10,98 | 2:22,87 | 1:10,95 | 1:10,80 | 4:44,62 min + 6,02 s |
| Für den vierten Lauf nicht qualifiziert |                       |                        |         |         |         |         |         |                      |
| 20                                      | Donna Creighton       | Vereinigtes Königreich | 1:11,65 | 1:11,31 | 2:22,96 | 1:10,94 | −       | 3:33,90 min          |
| 21                                      | Joska Le Conté        | Niederlande            | 1:11,92 | 1:11,03 | 2:22,95 | 1:11,41 | −       | 3:34,36 min          |
| 22                                      | Nozomi Komuro         | Japan                  | 1:11,61 | 1:11,91 | 2:23,52 | 1:11,60 | −       | 3:35,12 min          |
| 23                                      | Lelde Priedulēna      | Lettland               | 1:11,99 | 1:11,45 | 2:23,44 | 1:11,85 | −       | 3:35,29 min          |
| 24                                      | Giulia Carpin         | Italien                | 1:13,11 | 1:11,54 | 2:24,65 | 1:11,36 | −       | 3:36,01 min          |
| 25                                      | Michaela Gläßer       | Tschechien             | 1:12,69 | 1:12,00 | 2:24,69 | 1:11,35 | −       | 3:36,04 min          |
| 26                                      | Barbara Hosch         | Schweiz                | 1:12,68 | 1:12,15 | 2:24,13 | 1:11,69 | −       | 3:36,52 min          |
| 27                                      | María Montejano       | Spanien                | 1:13,18 | 1:12,09 | 2:25,27 | 1:12,18 | −       | 3:36,52 min          |
| 28                                      | Sara Lavrenčić        | Slowenien              | 1:13,44 | 1:11,85 | 2:25,29 | 1:12,69 | −       | 3:37,98 min          |
| DSQ                                     | Marija Orlowa         | Russland               | DSQ     |         |         |         |         |                      |

Datum: 31. Januar/1. Februar 2013

### Männer
| Platz                                   | Sportlerin            | Land                   | Lauf 1  | Lauf 2  | 1. Tag  | Lauf 3  | Lauf 4  | Endzeit              |
| --------------------------------------- | --------------------- | ---------------------- | ------- | ------- | ------- | ------- | ------- | -------------------- |
| 1                                       | Alexander Tretjakow   | Russland               | 1:07,85 | 1:07,92 | 2:15,77 | 1:08,35 | 1:08,23 | 4:32,35 min          |
| 2                                       | Martins Dukurs        | Lettland               | 1:07,87 | 1:07,99 | 2:15,86 | 1:08,72 | 1:07,80 | 4:32,35 min + 0,03 s |
| 3                                       | Sergei Tschudinow     | Russland               | 1:08,12 | 1:08,30 | 2:16,42 | 1:09,54 | 1:08,66 | 4:34,62 min + 2,27 s |
| 4                                       | Eric Neilson          | Kanada                 | 1:08,84 | 1:08,67 | 2:17,51 | 1:08,87 | 1:08,63 | 4:35,01 min + 2,66 s |
| 5                                       | Frank Rommel          | Deutschland            | 1:08,61 | 1:08,63 | 2:17,24 | 1:09,05 | 1:08,90 | 4:35,19 min + 2,84 s |
| 5                                       | John Daly             | Vereinigte Staaten     | 1:08,64 | 1:08,68 | 2:17,32 | 1:09,06 | 1:08,81 | 4:35,19 min + 2,84 s |
| 7                                       | Jon Montgomery        | Kanada                 | 1:08,60 | 1:08,76 | 2:17,36 | 1:09,20 | 1:08,91 | 4:35,47 min + 3,12 s |
| 8                                       | Tomass Dukurs         | Lettland               | 1:08,64 | 1:08,39 | 2:17,03 | 1:09,27 | 1:09,35 | 4:35,65 min + 3,30 s |
| 9                                       | Dominic Parsons       | Vereinigtes Königreich | 1:09,03 | 1:09,06 | 2:18,09 | 1:08,70 | 1:08,98 | 4:35,77 min + 3,42 s |
| 10                                      | Kristan Bromley       | Vereinigtes Königreich | 1:08,58 | 1:08,91 | 2:17,49 | 1:09,28 | 1:09,19 | 4:35,96 min + 3,61 s |
| 11                                      | Ben Sandford          | Neuseeland             | 1:08,87 | 1:09,32 | 2:18,19 | 1:09,18 | 1:08,78 | 4:36,15 min + 3,80 s |
| 12                                      | Matthew Antoine       | Vereinigte Staaten     | 1:08,87 | 1:08,93 | 2:17,80 | 1:09,37 | 1:09,36 | 4:36,53 min + 4,18 s |
| 13                                      | Raphael Maier         | Österreich             | 1:09,04 | 1:08,83 | 2:17,87 | 1:09,40 | 1:09,34 | 4:36,61 min + 4,26 s |
| 14                                      | Alexander Kröckel     | Deutschland            | 1:09,12 | 1:09,50 | 2:18,62 | 1:09,14 | 1:09,05 | 4:36,81 min + 4,46 s |
| 15                                      | Ed Smith              | Vereinigtes Königreich | 1:09,08 | 1:09,23 | 2:18,31 | 1:09,43 | 1:09,33 | 4:37,07 min + 4,72 s |
| 16                                      | Christopher Grotheer  | Deutschland            | 1:08,79 | 1:09,38 | 2:18,17 | 1:09,69 | 1:09,25 | 4:37,11 min + 4,76 s |
| 17                                      | Lukas Kummer          | Schweiz                | 1:09,19 | 1:09,15 | 2:18,34 | 1:09,56 | 1:09,35 | 4:37,25 min + 4,90 s |
| 18                                      | Alexander Gassner     | Deutschland            | 1:09,14 | 1:09,70 | 2:18,84 | 1:09,57 | 1:09,55 | 4:37,96 min + 5,61 s |
| 19                                      | Anton Batujew         | Russland               | 1:09,56 | 1:09,61 | 2:19,17 | 1:09,58 | 1:09,93 | 4:38,68 min + 6,33 s |
| 20                                      | Yūki Sasahara         | Japan                  | 1:09,37 | 1:09,73 | 2:19,10 | 1:09,76 | 1:09,93 | 4:38,79 min + 6,44 s |
| Für den vierten Lauf nicht qualifiziert |                       |                        |         |         |         |         |         |                      |
| 21                                      | John Fairbairn        | Kanada                 | 1:09,50 | 1:09,47 | 2:18,97 | 1:10,01 | −       | 3:28,98              |
| 22                                      | Ander Mirambell       | Spanien                | 1:09,47 | 1:09,64 | 2:19,11 | 1:10,06 | −       | 3:29,17              |
| 23                                      | Matthias Guggenberger | Österreich             | 1:09,66 | 1:09,55 | 2:19,21 | 1:09,97 | −       | 3:29,18              |
| 24                                      | Anže Šetina           | Slowenien              | 1:09,47 | 1:09,86 | 2:19,33 | 1:09,90 | −       | 3:29,23              |
| 25                                      | Hiroatsu Takashi      | Japan                  | 1:09,39 | 1:09,65 | 2:19,04 | 1:10,34 | −       | 3:29,38              |
| 26                                      | Alexandros Kefalas    | Griechenland           | 1:09,56 | 1:09,91 | 2:19,47 | 1:10,14 | −       | 3:29,61              |
| 27                                      | John Farrow           | Australien             | 1:09,61 | 1:09,48 | 2:19,09 | 1:10,60 | −       | 3:29,69              |
| 28                                      | Michael Höfer         | Schweiz                | 1:09,47 | 1:10,21 | 2:19,68 | 1:10,04 | −       | 3:29,72              |
| 29                                      | Giovanni Mulassano    | Italien                | 1:09,80 | 1:09,54 | 2:19,34 | 1:10,75 | −       | 3:30,09              |
| 30                                      | Dorin Velicu          | Rumänien               | 1:09,74 | 1:10,36 | 2:20,10 | 1:10,97 | −       | 3:31,07              |
| 31                                      | Sean Greenwood        | Irland                 | 1:10,07 | 1:10,44 | 2:20,51 | 1:10,75 | −       | 3:31,26              |
| 32                                      | Marco Zoccolan        | Italien                | 1:10,82 | 1:10,14 | 2:20,96 | 1:12,30 | −       | 3:33,26              |
| 33                                      | Lee Webster           | Südafrika              | 1:11,66 | 1:11,85 | 2:23,51 | 1:12,64 | −       | 3:36,15              |

Datum: 1./2. Februar 2013

## Mannschaft
| Platz | Land                      | Bob                               | Bob     | Bob                               | Bob     | Skeleton              | Skeleton | Skeleton          | Skeleton | Gesamtzeit           |
| Platz | Land                      | 2er w                             | Zeit    | 2er m                             | Zeit    | Frauen                | Zeit     | Männer            | Zeit     | Gesamtzeit           |
| ----- | ------------------------- | --------------------------------- | ------- | --------------------------------- | ------- | --------------------- | -------- | ----------------- | -------- | -------------------- |
| 01    | Vereinigte Staaten I      | Elana Meyers LoLo Jones           | 1:07,76 | Steven Holcomb Curtis Tomasevicz  | 1:06,00 | Noelle Pikus-Pace     | 1:08,92  | John Daly         | 1:08,61  | 4:31,29 min          |
| 02    | Deutschland I             | Sandra Kiriasis Sarah Noll        | 1:07,53 | Francesco Friedrich Gino Gerhardi | 1:05,62 | Marion Thees          | 1:10,62  | Frank Rommel      | 1:07,76  | 4:31,53 min + 0,24 s |
| 03    | Kanada I                  | Kaillie Humphries Chelsea Valois  | 1:07,67 | Lyndon Rush Cody Sorensen         | 1:06,18 | Sarah Reid            | 1:09,90  | Eric Neilson      | 1:08,55  | 4:32,30 + 1,01 s     |
| 04    | Deutschland II            | Cathleen Martini Janine Tischer   | 1:07,85 | Maximilian Arndt Thorsten Margis  | 1:06,34 | Anja Huber            | 1:09,88  | Alexander Kröckel | 1:08,33  | 4:32,40 + 1,11 s     |
| 05    | Schweiz I                 | Fabienne Meyer Elisabeth Graf     | 1:08,27 | Beat Hefti Abraham Morlu          | 1:05,74 | Marina Gilardoni      | 1:10,46  | Lukas Kummer      | 1:08,64  | 4:33,11 + 1,83 s     |
| 06    | Kanada II                 | Jennifer Ciochetti Emily Baadsvik | 1:08,82 | Justin Kripps Luke Demetre        | 1:06,29 | Mellisa Hollingsworth | 1:09,90  | Jon Montgomery    | 1:08,48  | 4:33,49 + 2,20 s     |
| 07    | Vereinigtes Königreich I  | Paula Walker Gillian Cooke        | 1:08,42 | John Jackson Craig Pickering      | 1:06,97 | Elizabeth Yarnold     | 1:09,76  | Kristan Bromley   | 1:08,60  | 4:33,75 + 2,46 s     |
| 08    | Vereinigte Staaten II     | Jazmine Fenlator Aja Evans        | 1:08,28 | Cory Butner Dallas Robinson       | 1:06,18 | Katie Uhlaender       | 1:10,22  | Matthew Antoine   | 1:09,22  | 4:33,90 + 2,61 s     |
| 09    | Russland I                | Olga Stulnewa Nadeschda Sergejewa | 1:08,07 | Alexei Stulnew Kirill Antjuch     | 1:06,91 | Swetlana Wassiljewa   | 1:10,40  | Anton Batujew     | 1:09,13  | 4:34,51 + 3,22 s     |
| 10    | Schweiz II                | Caroline Spahni Ariane Walser     | 1:08,51 | Rico Peter Patrick Blöchliger     | 1:06,10 | Barbara Hosch         | 1:11,63  | Michael Höfer     | 1:09,38  | 4:35,62 + 4,33 s     |
| 11    | Österreich                | Christina Hengster Inga Versen    | 1:07,98 | Benjamin Maier Sebastian Heufler  | 1:07,48 | Janine Flock          | 1:10,88  | Raphael Maier     | 1:09,39  | 4:35,73 + 4,44 s     |
| 12    | Rumänien                  | Maria Constantinn Andrea Crecu    | 1:10,65 | Dorin Grigore Danut Stancu        | 1:07,58 | Maria Mazilu          | 1:10,84  | Dorin Velicu      | 1:10,60  | 4:39,67 + 8,38 s     |
| −     | Vereinigtes Königreich II | Victoria Olaoye Kelly Denyer      | DNS     | Lamin Deen Jim Galvin             | DNS     | Donna Creighton       | DNS      | Dom Parsons       | 1:08,28  | DNF                  |

Datum: 27. Januar 2013
Die Mannschaften bestanden aus je einem männlichen und einem weiblichen Skeletonpiloten sowie je einem männlichen und einem weiblichen Zweierbobteam. Zuerst startete der männliche Skeletonpilot, dann das Frauenbobteam, danach die weibliche Skeletonpilotin und als Abschluss das Bobteam der Männer. Es wurde jeweils nur ein Lauf ausgefahren, die vier Einzelläufe zu einem Gesamtergebnis addiert.

## Medaillenspiegel
| Platz | Land                   | Gold | Silber | Bronze | Gesamt |
| ----- | ---------------------- | ---- | ------ | ------ | ------ |
| 1     | Deutschland            | 2    | 1      | 2      | 5      |
| 2     | Vereinigte Staaten     | 1    | 2      | 1      | 4      |
| 3     | Russland               | 1    | 1      | 1      | 3      |
| 4     | Kanada                 | 1    | –      | 2      | 3      |
| 5     | Vereinigtes Königreich | 1    | –      | −      | 1      |
| 6     | Lettland               | –    | 1      | −      | 1      |
| 6     | Kanada                 | –    | 1      | −      | 1      |